# Manchester United F.C. mùa bóng 1936–37
Mùa giải 1936-37 là mùa giải thứ 41 của Manchester United F.C. ở The Football League..
Vào cuối mùa giải, United kết thúc ở vị trí thứ 21 và bị xuống hạng để trở lại giải hạng hai. Đã có một số khoảnh khắc tích cực trong suốt mùa giải, trong đó có một chiến thắng trên sân nhà trước gã hàng xóm Manchester City với 69.000 người hâm mộ tới xem trận đấu này.

## Giải bóng đá hạng nhất Anh
| Thời gian            | Đối thủ                 | H/A | Tỷ số Bt-Bb | Cầu thủ ghi bàn         | Số lượng khán giả |
| -------------------- | ----------------------- | --- | ----------- | ----------------------- | ----------------- |
| 29 tháng 8 năm 1936  | Wolverhampton Wanderers | H   | 1 – 1       | Bamford                 | 42,731            |
| 2 tháng 9 năm 1936   | Huddersfield Town       | A   | 1 – 3       | Manley                  | 12,616            |
| 5 tháng 9 năm 1936   | Derby County            | A   | 4 – 5       | Bamford (3), Wassall    | 21,194            |
| 9 tháng 9 năm 1936   | Huddersfield Town       | H   | 3 – 1       | Bamford, Bryant, Mutch  | 26,839            |
| 12 tháng 9 năm 1936  | Manchester City         | H   | 3 – 2       | Bamford, Bryant, Manley | 68,796            |
| 19 tháng 9 năm 1936  | Sheffield Wednesday     | H   | 1 – 1       | Bamford                 | 40,933            |
| 26 tháng 9 năm 1936  | Preston North End       | A   | 1 – 3       | Bamford                 | 24,149            |
| 3 tháng 10 năm 1936  | Arsenal                 | H   | 2 – 0       | Bryant, Rowley          | 55,884            |
| 10 tháng 10 năm 1936 | Brentford               | A   | 0 – 4       |                         | 28,019            |
| 17 tháng 10 năm 1936 | Portsmouth              | A   | 1 – 2       | Manley                  | 19,845            |
| 24 tháng 10 năm 1936 | Chelsea                 | H   | 0 – 0       |                         | 29,859            |
| 31 tháng 10 năm 1936 | Stoke City              | A   | 0 – 3       |                         | 22,464            |
| 7 tháng 11 năm 1936  | Charlton Athletic       | H   | 0 – 0       |                         | 26,084            |
| 14 tháng 11 năm 1936 | Grimsby Town            | A   | 2 – 6       | Bryant, Mutch           | 9,844             |
| 21 tháng 11 năm 1936 | Liverpool               | H   | 2 – 5       | Manley, Thompson        | 26,419            |
| 28 tháng 11 năm 1936 | Leeds United            | A   | 1 – 2       | Bryant                  | 17,610            |
| 5 tháng 12 năm 1936  | Birmingham              | H   | 1 – 2       | Mutch                   | 16,544            |
| 12 tháng 12 năm 1936 | Middlesbrough           | A   | 2 – 3       | Halton, Manley          | 11,790            |
| 19 tháng 12 năm 1936 | West Bromwich Albion    | H   | 2 – 2       | McKay, Mutch            | 21,051            |
| 25 tháng 12 năm 1936 | Bolton Wanderers        | H   | 1 – 0       | Bamford                 | 47,658            |
| 26 tháng 12 năm 1936 | Wolverhampton Wanderers | A   | 1 – 3       | McKay                   | 41,525            |
| 28 tháng 12 năm 1936 | Bolton Wanderers        | A   | 4 – 0       | Bryant (2), McKay (2)   | 11,801            |
| 1 tháng 1 năm 1937   | Sunderland              | H   | 2 – 1       | Bryant, Mutch           | 46,257            |
| 2 tháng 1 năm 1937   | Derby County            | H   | 2 – 2       | Rowley (2)              | 31,883            |
| 9 tháng 1 năm 1937   | Manchester City         | A   | 0 – 1       |                         | 64,862            |
| 23 tháng 1 năm 1937  | Sheffield Wednesday     | A   | 0 – 1       |                         | 8,658             |
| 3 tháng 2 năm 1937   | Preston North End       | H   | 1 – 1       | Wrigglesworth           | 13,225            |
| 6 tháng 2 năm 1937   | Arsenal                 | A   | 1 – 1       | Rowley                  | 37,236            |
| 13 tháng 2 năm 1937  | Brentford               | H   | 1 – 3       | Baird                   | 31,942            |
| 20 tháng 2 năm 1937  | Portsmouth              | H   | 0 – 1       |                         | 19,416            |
| 27 tháng 2 năm 1937  | Chelsea                 | A   | 2 – 4       | Bamford, Gladwin        | 16,382            |
| 6 tháng 3 năm 1937   | Stoke City              | H   | 2 – 1       | Baird, McClelland       | 24,660            |
| 13 tháng 3 năm 1937  | Charlton Athletic       | A   | 0 – 3       |                         | 25,943            |
| 20 tháng 3 năm 1937  | Grimsby Town            | H   | 1 – 1       | Cape                    | 26,636            |
| 26 tháng 3 năm 1937  | Everton                 | H   | 2 – 1       | Baird, Mutch            | 30,071            |
| 27 tháng 3 năm 1937  | Liverpool               | A   | 0 – 2       |                         | 25,319            |
| 29 tháng 3 năm 1937  | Everton                 | A   | 3 – 2       | Bryant, Ferrier, Mutch  | 28,395            |
| 3 tháng 4 năm 1937   | Leeds United            | H   | 0 – 0       |                         | 34,429            |
| 10 tháng 4 năm 1937  | Birmingham              | A   | 2 – 2       | Bamford (2)             | 19,130            |
| 17 tháng 4 năm 1937  | Middlesbrough           | H   | 2 – 1       | Bamford, Bryant         | 17,656            |
| 21 tháng 4 năm 1937  | Sunderland              | A   | 1 – 1       | Bamford                 | 12,876            |
| 24 tháng 4 năm 1937  | West Bromwich Albion    | A   | 0 – 1       |                         | 16,234            |

| #  | Câu lạc bộ          | Tr | T  | H  | B  | Bt | Bb | Hs  | Điểm |
| -- | ------------------- | -- | -- | -- | -- | -- | -- | --- | ---- |
| 20 | Bolton Wanderers    | 42 | 10 | 14 | 18 | 43 | 66 | –23 | 34   |
| 21 | Manchester United   | 42 | 10 | 12 | 20 | 55 | 78 | –23 | 32   |
| 22 | Sheffield Wednesday | 42 | 9  | 12 | 21 | 53 | 69 | –16 | 30   |

## FA Cup
| Thời gian           | Vòng đấu | Đối thủ | H/A | Tỷ số Bt-Bb | Cầu thủ ghi bàn | Số lượng khán giả |
| ------------------- | -------- | ------- | --- | ----------- | --------------- | ----------------- |
| 16 tháng 1 năm 1937 | Vòng 3   | Reading | H   | 1 – 0       | Bamford         | 36,668            |
| 30 tháng 1 năm 1937 | Vòng 4   | Arsenal | A   | 0 – 5       |                 | 45,637            |